# Vaigat
Vaigat är ett sund i Grönland (Kungariket Danmark).   Det ligger i kommunen Qaasuitsup, i den västra delen av Grönland, 700 km norr om huvudstaden Nuuk.